# Hoa hậu Hoàn vũ 1982
Hoa hậu Hoàn vũ 1982 là cuộc thi Hoa hậu Hoàn vũ lần thứ 31 được tổ chức tại thành phố Lima của Peru. Cuộc thi có tổng cộng 77 thí sinh tham dự với chiến thắng thuộc về người đẹp Karen Dianne Baldwin đến từ Canada.

## Kết quả

### Thứ hạng
| Kết quả              | Thí sinh |
| -------------------- | --- |
| Hoa hậu Hoàn vũ 1982 | - Canada – Karen Dianne Baldwin |
| Á hậu 1              | - Guam – Patty Chong Kerkos |
| Á hậu 2              | - Ý – Cinzia Fiordeponti |
| Á hậu 3              | - Hy Lạp – Tina Roussou |
| Á hậu 4              | - Hoa Kỳ – Terri Utley |
| Top 12               | - Brazil – Celice Marques - Anh – Della Dolan - Phần Lan – Sari Aspholm - Đức – Kerstin Paeserack - Perú – Francesca Zaza - Nam Phi – Odette Scrooby - Uruguay – Silvia Vila |

### Thứ tự gọi tên
| 1. Canada 2. Brazil 3. Ý 4. Nam Phi 5. Phần Lan 6. Perú 7. Guam 8. Hoa Kỳ 9. Đức 10. Hy Lạp 11. Anh 12. Uruguay | 1. Hy Lạp 2. Hoa Kỳ 3. Guam 4. Canada 5. Ý |

## Các giải thưởng đặc biệt
| Giải thưởng                 | Thí sinh                                  |
| --------------------------- | ----------------------------------------- |
| Hoa hậu Ảnh                 | - Bahamas – Ava Marilyn Burke             |
| Hoa hậu Thân thiện          | - Quần đảo Cayman – Maureen Theresa Lewis |
| Hoa hậu cá tính             | - Guam – Patty Chong Kerkos               |
| Trang phục dân tộc đẹp nhất | - Perú – María Francesca Zaza Reinoso     |

## Hội đồng giám khảo
- David Merrick
- Cicely Tyson - diễn viên
- Mario Vargas
- Beulah Quo - diễn viên
- Ron Duguay - cầu thủ khúc côn cầu và diễn viên
- Franco Nero - diễn viên
- Peter Marshall - host trò chơi truyền hình
- Carole Bouquet - diễn viên
- Dong Kingman
- Ira von Furstenberg
- David Copperfield - nhà ảo thuật người Mỹ
- Gladys Zender – Hoa hậu Hoàn vũ 1957 đến từ Peru

### Chung kết
| \| Quốc gia/Vùng lãnh thổ \| Trung bình sơ bộ \| Phỏng vấn \| Áo tắm \| Dạ hội \| Trung bình bán kết \| \| ---------------------- \| ---------------- \| ---------- \| ---------- \| ---------- \| ------------------ \| \| Guam \| 7.892 (5) \| 8.867 (1) \| 8.692 (1) \| 8.355 (4) \| 8.638 (1) \| \| Canada \| 7.761 (9) \| 8.400 (5) \| 8.275 (3) \| 8.525 (3) \| 8.400 (2) \| \| Hy Lạp \| 7.847 (6) \| 8.042 (8) \| 8.325 (2) \| 8.317 (5) \| 8.228 (3) \| \| Ý \| 7.714 (11) \| 7.925 (9) \| 8.067 (5) \| 8.608 (2) \| 8.200 (4) \| \| Hoa Kỳ \| 8.131 (2) \| 8.425 (4) \| 8.192 (4) \| 7.925 (8) \| 8.181 (5) \| \| Nam Phi \| 8.406 (1) \| 8.583 (2) \| 7.225 (10) \| 8.707 (1) \| 8.172 (6) \| \| Anh \| 8.100 (3) \| 8.433 (3) \| 7.808 (7) \| 8.167 (7) \| 8.137 (7) \| \| Perú \| 7.797 (8) \| 8.218 (6) \| 7.508 (8) \| 8.292 (6) \| 8.006 (8) \| \| Brazil \| 8.011 (4) \| 8.133 (7) \| 7.892 (6) \| 7.917 (9) \| 7.981 (9) \| \| Phần Lan \| 7.719 (10) \| 7.808 (10) \| 7.408 (9) \| 7.908 (10) \| 7.708 (10) \| \| Uruguay \| 7.594 (12) \| 7.692 (11) \| 7.167 (11) \| 7.783 (11) \| 7.547 (11) \| \| Đức \| 7.808 (7) \| 7.204 (12) \| 7.008 (12) \| 7.483 (12) \| 7.232 (12) \| | Hoa hậu Á hậu 1 Á hậu 2 Á hậu 3 Á hậu 4 Top 12 (#) Xếp hạng ở mỗi phần thi |            |            |            |                    |
| Quốc gia/Vùng lãnh thổ | Trung bình sơ bộ                                                           | Phỏng vấn  | Áo tắm     | Dạ hội     | Trung bình bán kết |
| Guam | 7.892 (5)                                                                  | 8.867 (1)  | 8.692 (1)  | 8.355 (4)  | 8.638 (1)          |
| Canada | 7.761 (9)                                                                  | 8.400 (5)  | 8.275 (3)  | 8.525 (3)  | 8.400 (2)          |
| Hy Lạp | 7.847 (6)                                                                  | 8.042 (8)  | 8.325 (2)  | 8.317 (5)  | 8.228 (3)          |
| Ý | 7.714 (11)                                                                 | 7.925 (9)  | 8.067 (5)  | 8.608 (2)  | 8.200 (4)          |
| Hoa Kỳ | 8.131 (2)                                                                  | 8.425 (4)  | 8.192 (4)  | 7.925 (8)  | 8.181 (5)          |
| Nam Phi | 8.406 (1)                                                                  | 8.583 (2)  | 7.225 (10) | 8.707 (1)  | 8.172 (6)          |
| Anh | 8.100 (3)                                                                  | 8.433 (3)  | 7.808 (7)  | 8.167 (7)  | 8.137 (7)          |
| Perú | 7.797 (8)                                                                  | 8.218 (6)  | 7.508 (8)  | 8.292 (6)  | 8.006 (8)          |
| Brazil | 8.011 (4)                                                                  | 8.133 (7)  | 7.892 (6)  | 7.917 (9)  | 7.981 (9)          |
| Phần Lan | 7.719 (10)                                                                 | 7.808 (10) | 7.408 (9)  | 7.908 (10) | 7.708 (10)         |
| Uruguay | 7.594 (12)                                                                 | 7.692 (11) | 7.167 (11) | 7.783 (11) | 7.547 (11)         |
| Đức | 7.808 (7)                                                                  | 7.204 (12) | 7.008 (12) | 7.483 (12) | 7.232 (12)         |

## Thí sinh tham gia
| - Argentina – María Alejandra Basile - Aruba – Noriza Antonio Helder - Úc – Lou Ann Ronchi - Áo – Elisabeth Kawan - Bahamas – Ava Marilyn Burke - Bỉ – Marie-Pierre Lemaitre - Belize – Sharon Kay Auxilliou - Bermuda – Heather Ross - Bolivia – Sandra Villaroel - Brazil – Celice Pinto Márques da Silva - Quần đảo Virgin (Anh) – Luce Dahlia Hodge - Canada – Karen Dianne Baldwin - Quần đảo Cayman – Maureen Theresa Lewis - Chile – Jenny Purto Arab - Colombia – Nadya Santacruz - Costa Rica – Liliana Corella Espinoza - Curaçao – Minerva Ranila Heiroms - Đan Mạch – Tina Maria Nielsen - Cộng hòa Dominica – Soraya Morey - Ecuador – Jacqueline Burgos - El Salvador – Jeanette Marroquín - Anh – Della Frances Dolan - Phần Lan – Sari Kaarina Aspholm - Pháp – Martine Philipps - Đức – Kerstin Natalie Paeserack - Hy Lạp – Tina Roussou - Guadeloupe – Lydia Galin - Guam – Patty Chong Kerkos - Guatemala – Edith Whitbeck - Hà Lan – Brigitte Diereckx - Honduras – Eva Lissethe Barahona - Hồng Kông – Lương Vận Nhị - Iceland – Gudrun Moller - Ấn Độ – Pamela Chaudry Singh - Indonesia – Sri Yulyanti - Ireland – Geraldine Mary McGrory - Israel – Deborah Naomi Hess - Ý – Cinzia Fiordeponti - Nhật Bản – Eri Okuwaki | - Hàn Quốc – Sun-hee Park - Malaysia – Siti Rohani Wahid - Malta – Rita Falzon - Martinique – Corine Soler - Mexico – María del Carmen López - Namibia – Deseree Anita Kotze - New Caledonia – Lenka Topalovitch - New Zealand – Sandra Helen Dexter - Quần đảo Bắc Mariana – Sheryl Sonoda Sizemore - Na Uy – Janett Krefting - Panama – Isora de Lourdes López - Papua New Guinea – Moi Eli - Paraguay – Maris Villalba - Perú – María Francesca Zaza Reinoso - Philippines – Maria Isabel Lopez - Bồ Đào Nha – Ana Maria Valdiz - Puerto Rico – Lourdes Milagros Mantero Hormazábal - Réunion – Marie Micheline Ginon - Scotland – Georgina Kearney - Singapore - Judicia Nonis - Nam Phi – Odette Octavia Scrooby - Tây Ban Nha – Cristina Pérez Cottrell - Sri Lanka – Ann Monica Tradigo - Sint Maarten – Liana Elviara Brown - Suriname – Vanessa de Vries - Thụy Điển – Anna Kari Maria Bergström - Thụy Sĩ – Jeannette Linkenheill - Thái Lan – Nipaporn Tarapanich - Transkei – Noxolisi Mji - Trinidad và Tobago – Suzanne Traboulay - Thổ Nhĩ Kỳ – Canan Kakmaci - Quần đảo Turks và Caicos – Jacqueline Astwood - Uruguay – Silvia Beatriz Vila Abavián - Hoa Kỳ – Terri Utley - Quần đảo Virgin (Mỹ) – Ingeborg Hendricks - Venezuela – Ana Teresa Oropeza - Wales – Michelle Donelly - Tây Samoa – Ivy Evelyn Warner |

## Chú ý

### Lần đầu tham dự
- New Caledonia

### Trở lại
- Lần cuối tham gia vào năm 1979:
  -  El Salvador
  -  Suriname
- Lần cuối tham gia vào năm 1980:
  -  Indonesia
  -  Papua New Guinea
  -  Sint Maarten

### Bỏ cuộc
- Síp – Sylvia Spanias Nitsa
- Fiji
- Gibraltar
- Saint Kitts
- Tahiti

### Không tham gia
- Liban – Dolly Michelle El-Koury